# Herzbach (Westerbach)
Der Herzbach ist ein etwas über 2 Kilometer langer Mittelgebirgsbach im bayerischen Spessart und ein linker Zufluss des Westerbachs im unterfränkischen Landkreis Aschaffenburg.

## Geographie

### Verlauf

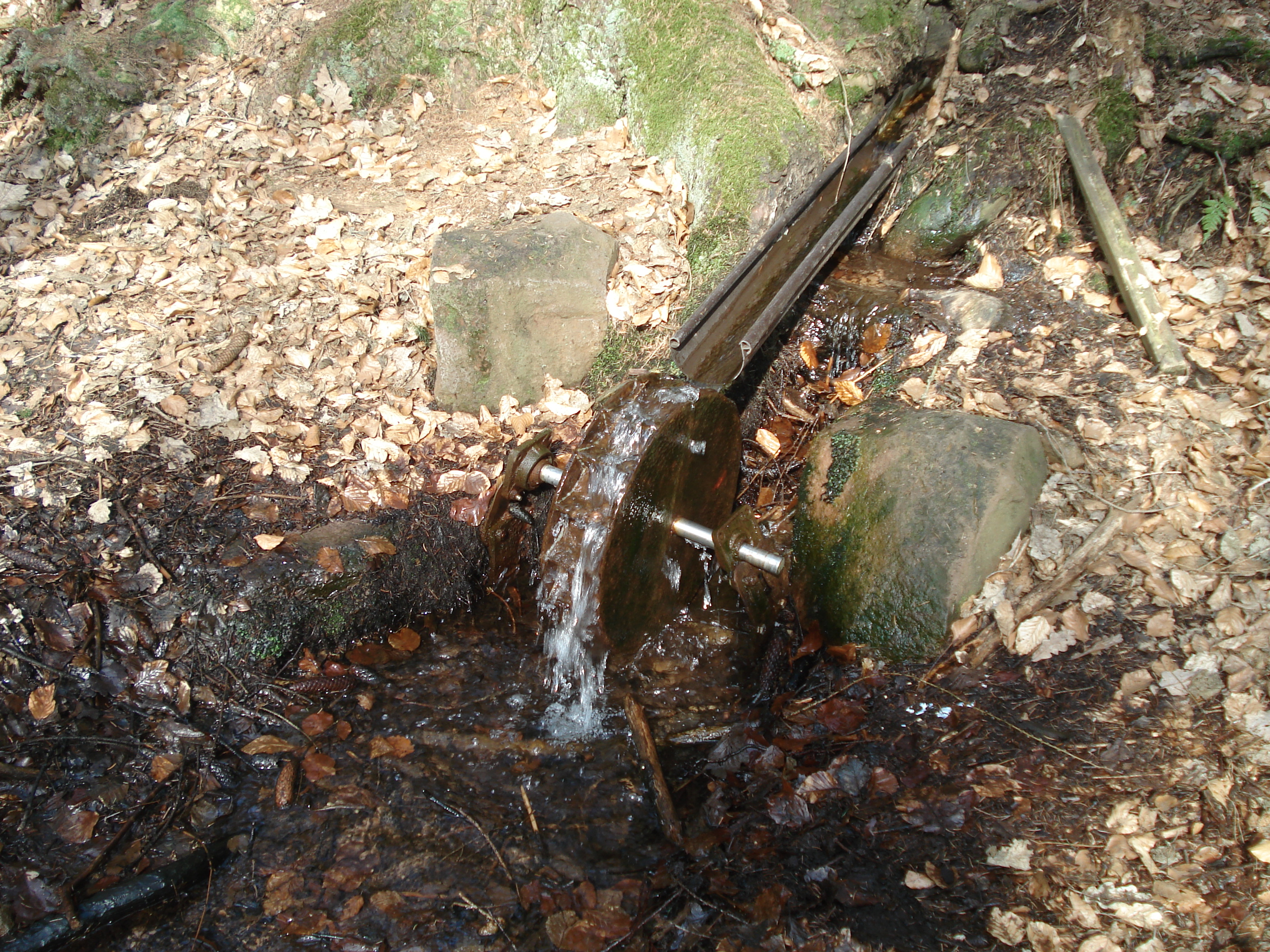
Der Herzborn

Der Herzbach entspringt am Herzberg (427 m) im Huckelheimer Wald, nordöstlich von Oberwestern im Herzborn. Das Quellwasser wird über eine Rinne auf ein Miniaturmühlrad geleitet, überquert einen Waldweg und fließt ohne festes Bachbett ins Tal. Der Herzbach verlässt den Wald und verläuft nach Südwesten.
Dort wird er von einem weiteren Bach, der am Habersberg (428 m) entspringt, verstärkt, knickt nach Westen ab und speist unterhalb des ehemaligen geographischen Mittelpunkt der EU eine Kneipp-Anlage. Danach erreicht der Herzbach das Dorf Oberwestern, wo er in den Westerbach mündet.

### Flusssystem Kahl
- Fließgewässer im Flusssystem Kahl